# Sieden
Sieden è una frazione (Ortsteil) del comune di Borstel, nel land della Bassa Sassonia, in Germania.

## Storia
Già comune autonomo nel circondario di Nienburg/Weser, fu soppresso e incorporato a Borstel il 1º marzo 1974.